# Козаченко Валентин Григорович
Валентин Григорович Козаченко  (1906, місто Слов'янськ— ?) — радянський господарський керівник, директор Маріупольського металургійного заводу імені Ілліча в 1958—1959 роках.

## Біографія
У 1922 році в Слов'янську закінчив семирічну школу, в 1925 році — Слов'янську профтехщколу і став працювати підручним слюсаря на машинобудівному заводі в Горлівці, а потім — креслярем на «Червоному хіміку» в Слов'янську .
У 1927 — 1931 роках — конструктор сортопрокатного цеху заводу імені Ілліча (Маріуполь). У 1932 році закінчив вечірній Маріупольський металургійний інститут, і був призначений начальником зміни, а в 1937 році — начальником сортопрокатного цеху. У 1941 — 1944 роках — начальник цеху на заводі №183 в місті Нижній Тагіл.
У 1944 — 1951 роках працював на заводі імені Ілліча начальником сортопрокатного цеху, начальником ПДО, потім — головним інженером заводу, з липня 1958 року по жовтень 1959 рік — директором заводу.
Після п'яти років роботи в Донецькій раді народного господарства Валентин Козаченко повернувся на завод і протягом понад 12 років (1964 — 1976 роках) працював головним прокатником та заступником начальника ПКО.

## Нагороди і премії
- два ордени Трудового Червоного Прапора
- медалі